# Aphyllorchis siantanensis
Aphyllorchis siantanensis är en orkidéart som beskrevs av Johannes Jacobus Smith. Aphyllorchis siantanensis ingår i släktet Aphyllorchis och familjen orkidéer. Inga underarter finns listade i Catalogue of Life.